# Starzynki (rejon wołożyński)
Starzynki – dawny zaścianek. Tereny, na których był położony, leżą obecnie na Białorusi, w obwodzie mińskim, w rejonie wołożyńskim, w sielsowiecie Pierszaje.

## Historia
W czasach zaborów folwark w gminie Raków, w powiecie mińskim, w guberni mińskiej Imperium Rosyjskiego.
W latach 1921–1945 folwark a następnie zaścianek leżał w Polsce, w województwie wileńskim, w powiecie stołpeckim, a od 1927 w powiecie mołodeckim, w gminie Raków.
Według Powszechnego Spisu Ludności z 1921 roku zamieszkiwało tu 17 osób, 13 było wyznania rzymskokatolickiego a 4 prawosławnego. Jednocześnie 16 mieszkańców zadeklarowało polską a 1 białoruską przynależność narodową. Były tu 3 budynki mieszkalne. W 1931 w 2 domach zamieszkiwało 13 osób.
Wierni należeli do parafii prawosławnej w Rakowie i prawosławnej w Kijowcu. Miejscowość podlegała pod Sąd Grodzki w Rakowie i Okręgowy w Wilnie; właściwy urząd pocztowy mieścił się w Rakowie.
Urodził się tu Benedykt Dybowski.